# Hadda (Afganisztán)

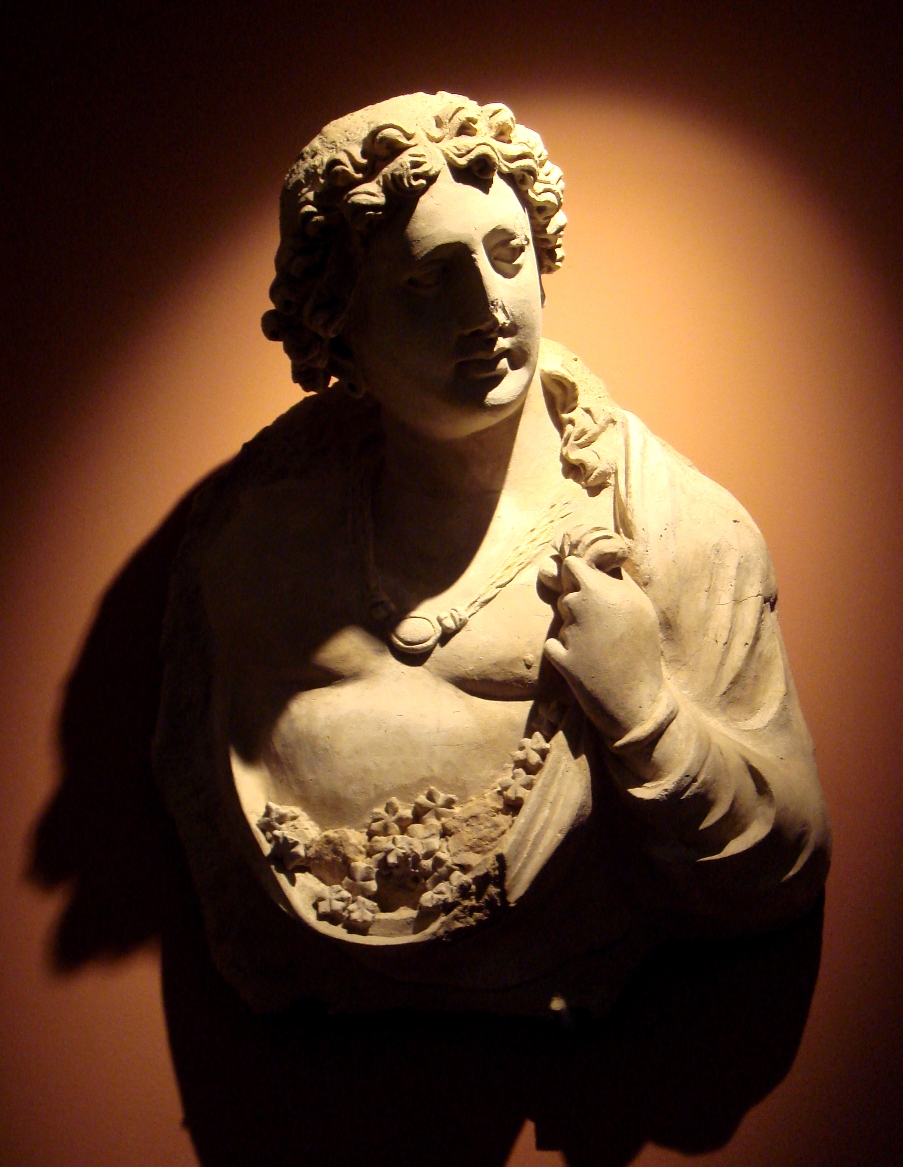
A "géniusz virágokkal", Hadda, Gandhára. 2-3. század. Guimet múzeum, Párizs

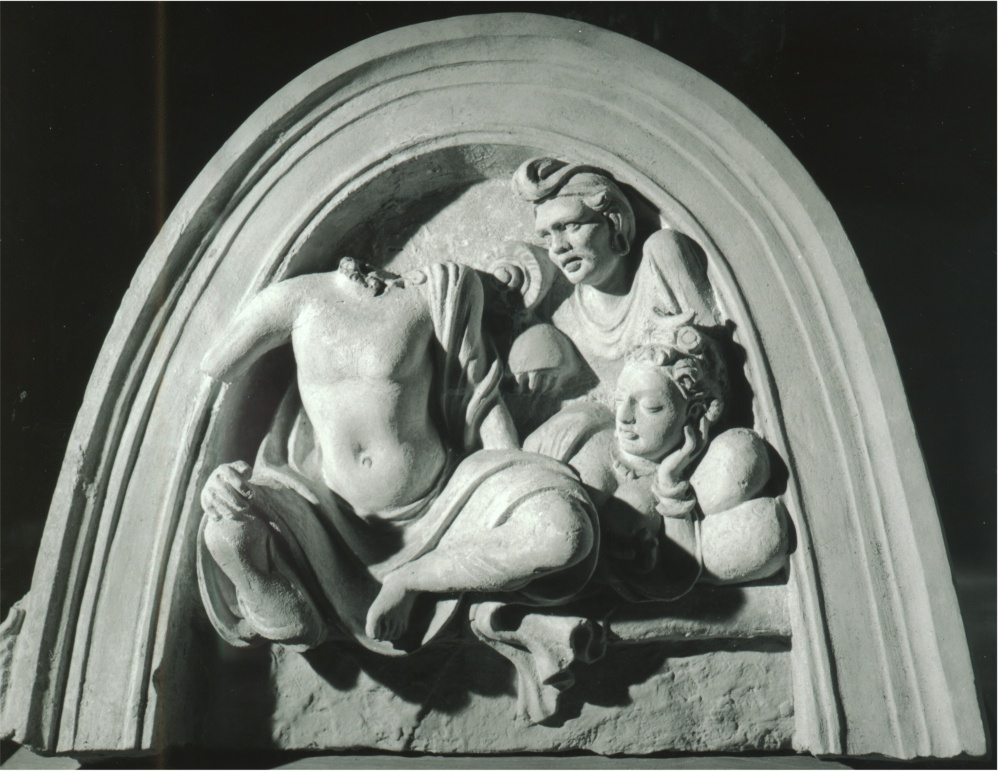
Bódhiszattva és Csandeka, Haḍḍa, 5. század

Haḍḍa (pasto nyelven: هډه) gréko-buddhista régészeti helyszín az ősi Gandhára régiójában, tíz kilométerre délre Dzsalálábád várostól, a mai Afganisztán területén.

## Háttér
Az 1930-as és az 1970-es évek során mintegy 23 000 gréko-buddhista agyag és gipsz szobor került elő Haddában. A leletek buddhista és hellén elemeket tartalmaztak, majdnem tökéletes ókori görög stílusban. A tárgyak stílusa a késő hellén korra jellemző (i. e. 2-1 század), mégis a haddai szobrok (nem teljes bizonyossággal állítható) az 1. századból vagy későbbről valók. Ez az eltérés azzal is magyarázható, hogy ezen a területen megőrizték a hellén stílust később is. De az is lehet, hogy ezeket a szobrokat ténylegesen a késő hellén korban alkották.
A rendkívüli finomsággal kidolgozott részletek egyértelműen tanúskodnak arról, hogy a művészek alaposan ismerték a görög szobrászatot, és egyes feltételezések szerint görög származású lakosok is közreműködtek az alkotásban. Az is elképzelhető, hogy ez a hely volt a buddhista szobrászat indo-görög stílusának bölcsője.
Sok haddai műtárgy stílusa erőteljesen hellenisztikus, és a Apollón Epikuriosz templomában található szobrokéhoz mérhető.

## Műalkotások
A sculptural group excavated a Haddában található Tapa-i-Sotor helyszínen kiásott szoborcsoport Buddhát ábrázolja, akit körbevesz a tökéletesen hellenisztikus stílusban készült Héraklész és Tükhé, aki egy bőségszarut tart. A görög ikonográfiából csupán azt vették át, hogy Héraklész Vadzsrapáni bódhiszattva villámját tartja a kezében, a megszokott kőrisdorongja helyett.
Buddha több tanítványát ábrázoló műalkotás is előkerült hellenisztikus stílusban.

## Buddhista kéziratok
A gandhárai buddhista szövegek a ma ismert legrégibb buddhista kéziratok az 1. század környékéről.  Ezek a gandhárai nyelven írott művek a legrégibb baktriai és indiai szövegek is egyben. Az eredeti szövegeket európai és japán intézmények és magánszemélyek vásárolták meg, amelyeket jelenleg számos egyetem kutatói vizsgálnak. A gandhárai szövegek rendkívül rossz állapotban kerületek elő, de rekonstrukciójuk számos esetben bizonyult sikeresnek a meglévő, ismert páli és szanszkrit buddhista szövegek összevetésével. Más gandhárai buddhista szövegeket is találtak az elmúlt két évszázad során, ám ezek megsemmisültek vagy eltűntek.
A szövegeket a Dharmaguptaka iskolának tulajdonította Richard Salomon, a kutatási terület egyik vezető tudósa.

## Pusztulása
Úgy tartják, hogy Hadda majdnem teljes egészében elpusztult az afganisztáni polgárháború idején.

## Galéria

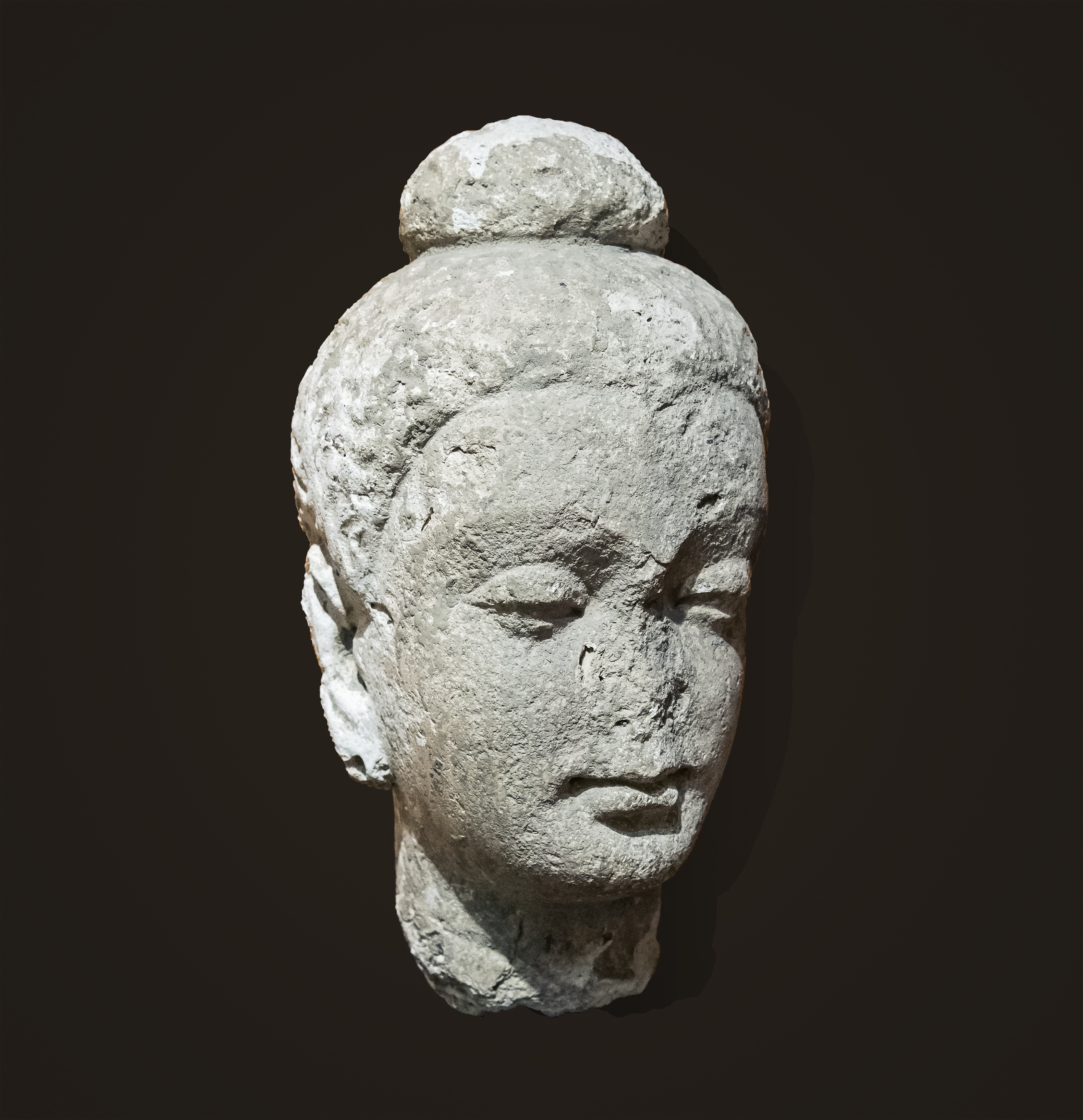
Buddha feje, Hadda.
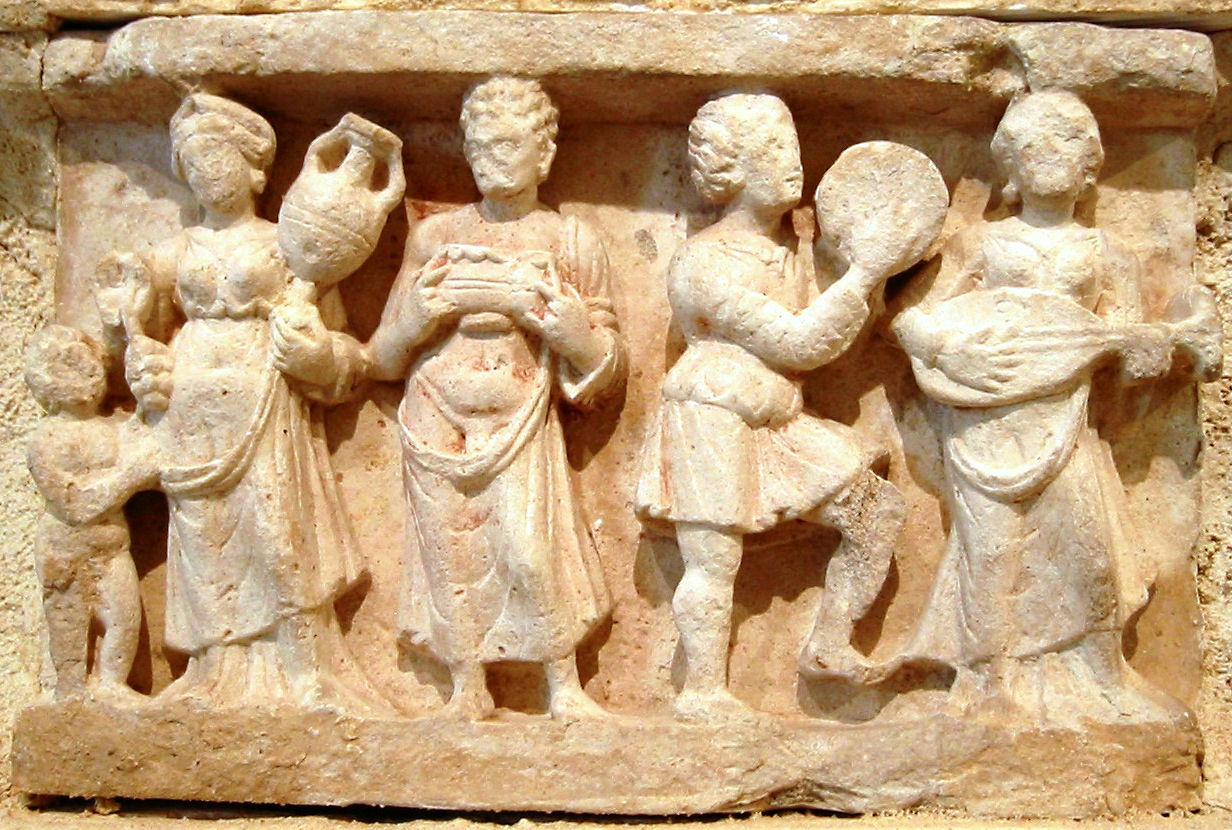
Görög ruhák, amforák, bor és zene, 1. század, Hadda.
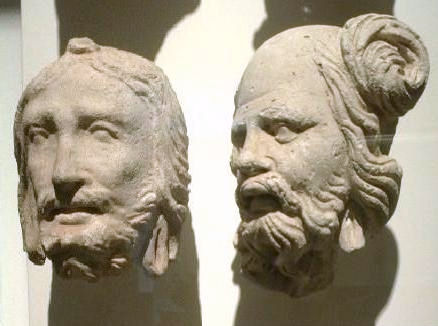
Haddai portrék, 3. század.
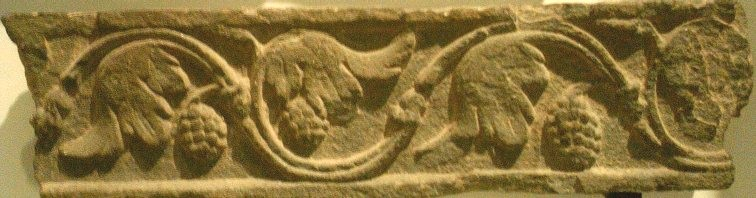
Dekoratív tekercs Haddából.
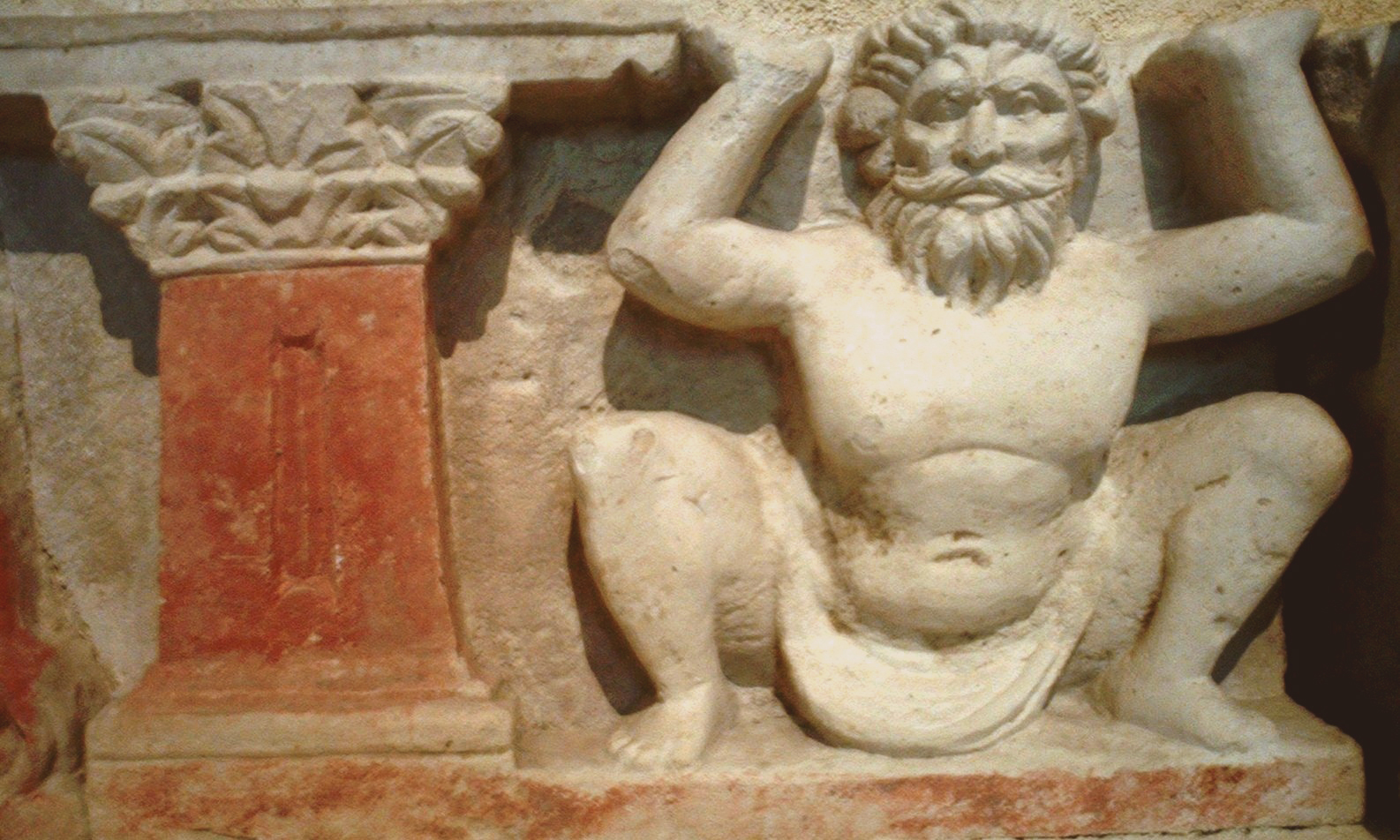
Atlasz, ókori görög isten, Hadda.
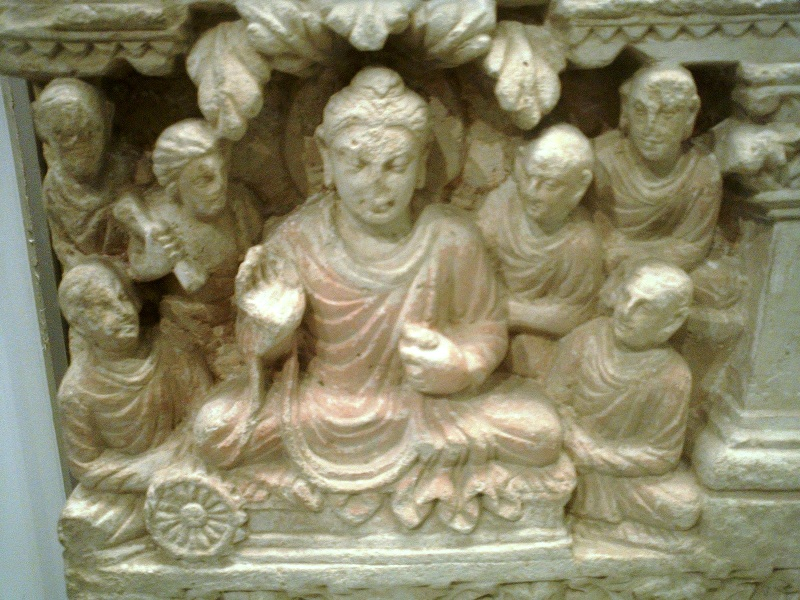
Polikróm Buddha, 2. század, Hadda.
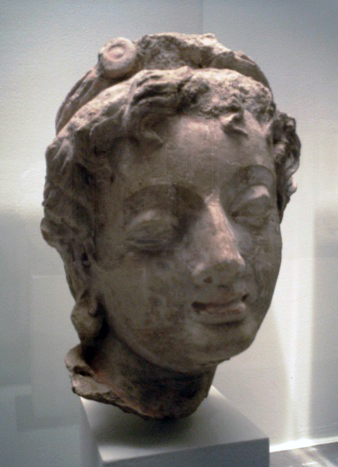
Fiatal nő, 3-4. század, Hadda.
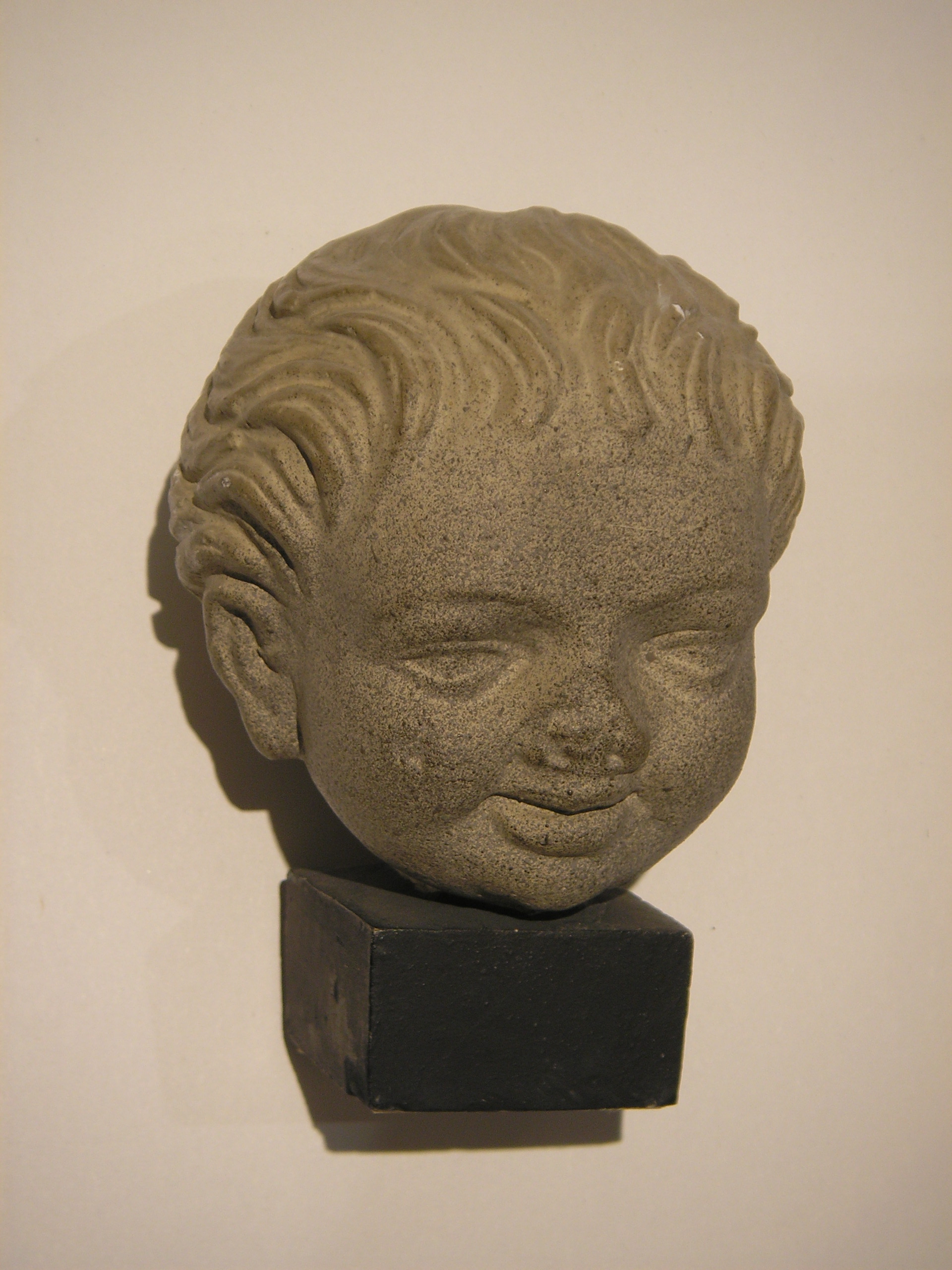
"Nevető fiú", Hadda.
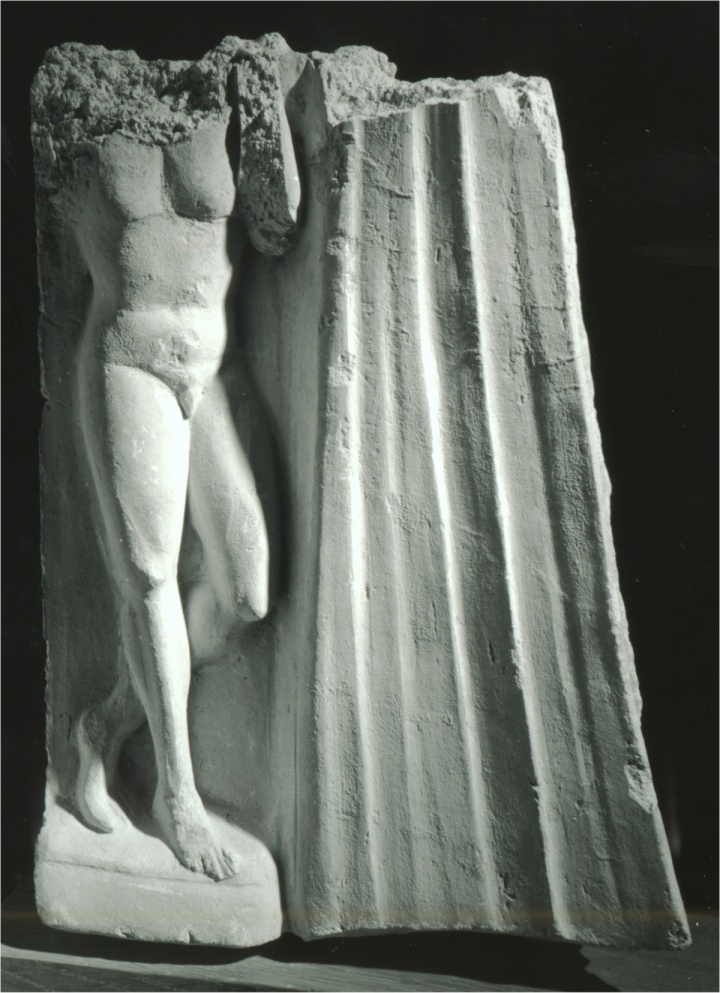
Szobor Haddából, 3. század.

A polgárháború következtében rengeteg műalkotás semmisült meg. Ezek közül két szobor jelentette a legnagyobb veszteséget. A Vörös-hegységben található Bámiján-völgyben egykor két óriási Buddha-szobor állt, több kisebb méretű, régészeti jelentőségű tárgy mellett. A két hatalmas szobor az 5-6. században készült, és azok voltak a világ leghatalmasabb buddhista szobrai. Ma már csak a maradványai láthatók.